# Hans-Herbert Ulrich
Hans-Herbert Ulrich (* 13. März 1886 in Freiburg in Schlesien; † 1971 in München) war ein deutscher Schriftsteller und Filmproduzent.

## Leben und Wirken
Ulrich war zunächst als Offizier, Kaufmann und Schriftsteller aktiv, bevor er 1919 Chefdramaturg und noch im selben Jahr Produktionsleiter der Deutschen Lichtbild-Gesellschaft wurde.
1927 wechselte er zur UFA und bildete 1935 zusammen mit seinem Kollegen Ernst Krüger die Herstellungsgruppe Krüger-Ulrich. In den drei Jahren dieser Zusammenarbeit produzierte Ulrich zusammen mit Krüger als Co-Produktionsleiter bzw. Co-Herstellungsleiter rund zwei Dutzend Filme. 1938 wurde Ulrich erneut von der UFA übernommen.
Nach Kriegsende nahm Ulrich vorübergehend wieder seine Tätigkeit als Schriftsteller auf und fungierte 1950 für die Berliner Skala-Film noch zweimal als Produktionsleiter.

## Filmografie (Auswahl)
- 1921: Die Amazone (Drehbuch)
- 1935: Stützen der Gesellschaft
- 1936: Schloß Vogelöd
- 1936: Die Stunde der Versuchung
- 1936: Flitterwochen
- 1936: Ein seltsamer Gast
- 1937: Die Kronzeugin
- 1937: Spiel auf der Tenne
- 1938: Großalarm
- 1939: Hurrah! Endlich Alarm!
- 1939: Barbara, wo bist Du?
- 1940: Das Mädchen von St. Coeur
- 1950: Pikanterie
- 1950: Die Treppe